# YNW Melly
YNW Melly, pseudonimo di Jamell Maurice Demons (Gifford, 1º maggio 1999), è un rapper statunitense.
È noto soprattutto per le sue canzoni Murder on My Mind e Mixed Personalities con Kanye West. Murder on My Mind è considerato il singolo di debutto di YNW Melly, che ha attirato ancora più attenzione dopo che il rapper è stato accusato di doppio omicidio.
Ha pubblicato il suo album di debutto, We All Shine, il 17 gennaio 2019, a recensioni generalmente positive dalla critica.
Nel febbraio 2019, è stato arrestato e accusato di due accuse di omicidio di primo grado, rischiando l'ergastolo o la pena di morte in caso di condanna. È anche sospettato dell'omicidio del 2017 di un vice sceriffo a Gifford. Nel marzo 2019, si è dichiarato non colpevole delle accuse di duplice omicidio.
Il 19 Aprile pubblica il suo quinto album in studio "Young New Wave".

## Biografia
Nato e cresciuto a Gifford, in Florida, da madre quindicenne e padre ignoto, YNW Melly ha un fratello minore, anch'egli rapper: YNW Bslime.
A soli 11 anni lui e suo fratello di 9 entrano nella famosa banda dei Bloods.
Ha iniziato a pubblicare le sue canzoni su SoundCloud quando aveva 15 anni.
La sigla iniziale del suo nome "YNW" è un acronimo che sta per "Young Nigga World".
Alla fine del 2017 Demons pubblicò il suo primo progetto, un EP chiamato Collect Call, che conteneva i featuring di numerosi artisti famosi, tra cui Lil B e John Wicks. Nel 2018, ha pubblicato i singoli Virtual (Blue Balenciagas), Melly the Menace e Slang That Iron. Altri singoli includono 4 Real, Butter Pecan e Medium Fries. I rispettivi video musicali hanno accumulato 26 milioni, 16 milioni e 11 milioni di visualizzazioni su YouTube, a partire da gennaio 2019.
Nell'agosto 2018, Demons pubblicò il suo album di debutto I Am You, che è entrato alla posizione numero 192 della Billboard 200 il 10 gennaio 2019, contenente il singolo Murder on My Mind.
Il 17 gennaio 2019, durante l'incarcerazione, Demons ha inciso il suo secondo mixtape commerciale We All Shine, composto da 16 tracce. Il progetto vede le collaborazioni di Kanye West e Fredo Bang. Il video ufficiale di Mixed Personalities è stato pubblicato insieme all'uscita dell'album, con la collaborazione di West.
A partire da marzo 2019, Demons ha accumulato oltre 200 milioni di stream su Spotify. Il brano ad aver accumulato più stream è stato Murder on My Mind, che era stata originariamente pubblicata come singolo, prima di essere pubblicato come traccia dell'album I Am You.

## Procedimenti giudiziari
Nel 2017 è stato imprigionato per aver preso parte ad una sparatoria nella quale era stato coinvolto quando aveva 16 anni, nel 2015.
Demons fu arrestato il 30 giugno 2018 a Fort Myers, in Florida, per possesso di marijuana, possesso d'armi e munizioni da parte di un criminale condannato e del materiale stupefacente.
Demons fu nuovamente arrestato il 3 gennaio 2019 a Fort Myers per possesso di marijuana.
Il 13 febbraio 2019, Demons è stato arrestato e accusato di due capi di omicidio di primo grado in relazione alla sparatoria di ottobre a Fort Lauderdale di due uomini descritti come suoi amici intimi, aspiranti rapper Anthony "YNW Sakchaser" Williams di 21 anni e Christopher "YNW Juvy" Thomas Jr. di 19 anni. Le autorità affermano che Demons ha cospirato con il collega rapper Corten Henry, noto anche come YNW Bortlen, per inscenare il duplice omicidio di Williams e Thomas Jr. e far sembrare che fossero stati feriti e poi uccisi durante una sparatoria. Henry avrebbe guidato le vittime nell'ospedale, dove in seguito soccombettero alle loro ferite.
Il 22 febbraio 2019, Complex ha riferito che Demons e Cortlen Henry sono stati sospettati dal dipartimento dello sceriffo della Contea di Indian River, a Gifford.
Il 18 settembre 2020 si doveva tenere il processo che, con molta probabilità, avrebbe portato al rilascio per mancanza di prove. Tuttavia il processo venne rinviato a gennaio 2021.
Il 6 novembre, però, i genitori delle 2 vittime avrebbero ritrovato un video nel quale Demons confessava l'omicidio. Il video è stato ritrovato proprio sul cellulare di Melly. I familiari di YNW Sakchaser e YNW Juvy avrebbero chiesto risarcimento di milioni di dollari, in più, dopo il ritrovamento del video, si sarebbe riaperta l'ipotesi per la pena di morte.
Il 5 giugno c'è il processo che deciderà il suo futuro, e se giudicato colpevole, sarà richiesta dai pubblici ministeri la pena di morte. Il processo è ufficialmente iniziato il 12 giugno 2023.

## Vita privata
Il 2 aprile 2020, Demons, su permesso della direzione del carcere, su Twitter ha comunicato ai suoi fan di essere risultato positivo al COVID-19, e ha cercato di ottenere un rilascio anticipato dalla prigione a causa di alcuni problemi di salute provocati dalla malattia, seguendo l'esempio del rapper 6ix9ine, scarcerato a causa dei suoi problemi di asma e bronchite acute: il 14 aprile, la sua richiesta è stata respinta.

## Discografia

### Album in studio
- 2019 – Melly vs. Melvin
- 2021 – Just a Matter of Slime

### Mixtape
- 2018 – I Am You
- 2019 – We All Shine

### EP
- 2017 - Collect Call EP